# Thomas S. Gates (Schiff)
Die USS Thomas S. Gates (CG-51) ist ein Lenkwaffenkreuzer der United States Navy und gehört der Ticonderoga-Klasse an. Sie ist nach Thomas S. Gates benannt, der von 1957 bis 1959 Marinestaatssekretär und von 1959 bis 1961 unter Präsident Dwight D. Eisenhower Verteidigungsminister war.

## Geschichte
CG-51 wurde 1980 in Auftrag gegeben und von 1984 bis 1985 bei Bath Iron Works gebaut. 1987 wurde die Thomas S. Gates in Dienst gestellt.
Die Thomas S. Gates wurde 2005 außer Dienst gestellt. Hauptgrund für die frühe Außerdienststellung ist das veraltete Waffensystem. Anders als die neueren Ticonderogas besitzt die Thomas S. Gates kein Vertical Launching System, sondern einen Mk. 26 Doppelarmstarter. Da die passenden Flugkörper hierfür nicht mehr produziert werden, wurde auch die Thomas S. Gates im Wesentlichen wehrlos und deshalb deaktiviert. Sie soll nun in Arabi (Louisiana) verschrottet werden. Im Sommer 2017 traf das Schiff bei ERM in New Orleans zur Verschrottung ein.